# Ancona Calcio 1995-1996
Questa voce raccoglie le informazioni riguardanti l'Ancona Calcio nelle competizioni ufficiali della stagione 1995-1996.

## Stagione
Nella stagione 1995-1996 l'Ancona disputa il campionato di Serie B, non riuscendo però a ripetere il brillante torneo dell'anno precedente: raccoglie 42 punti che valgono il penultimo posto, con relativa retrocessione in Serie C1. Nelle ultime otto stagioni disputate nelle due massime categorie del calcio italiano, dopo averne assaporato il meglio con l'approdo anche in Serie A, e dopo altre tre stagioni di cadetteria i biancorossi non hanno centrato l'obiettivo di mantenere la Serie B. Allenati da Massimo Cacciatori, promosso al ruolo di primo allenatore, nelle stagione scorsa era il secondo di Attilio Perotti. I dorici non sono partiti male in campionato, al giro di boa con 26 punti erano intruppati a centroclassifica. Il girone di ritorno però non si è rivelato altrettanto felice, a metà maggio si è fatto ricorso anche al cambio di allenatore, chiamando Marcello Neri in soccorso, ma i giochi erano già compromessi. Con 20 reti, di gran lunga il miglior marcatore stagionale dell'Ancona è stato Edoardo Artistico. In questa infelice annata anche in Coppa Italia i biancorossi non hanno fatto una buona figura, estromessi nel primo turno dalla Lucchese.

## Rosa
| N. |                   | Ruolo | Calciatore          |
| -- | ----------------- | ----- | ------------------- |
|    | Italia (bandiera) | D     | Salvatore Alfieri   |
| 9  | Italia (bandiera) | A     | Edoardo Artistico   |
| 16 | Italia (bandiera) | C     | Matteo Bartolini    |
|    | Italia (bandiera) | C     | Giancarlo Cavaliere |
| 10 | Italia (bandiera) | D     | Gianni Cavezzi      |
|    | Italia (bandiera) | D     | Luigi Corino        |
| 20 | Italia (bandiera) | D     | Carlo Cornacchia    |
| 3  | Italia (bandiera) | C     | Vincenzo Esposito   |
| 18 | Italia (bandiera) | C     | Michele Fini        |
| 4  | Italia (bandiera) | D     | Gianluca Franchini  |
| 2  | Italia (bandiera) | C     | Agostino Iacobelli  |

| N. |                   | Ruolo | Calciatore       |
| -- | ----------------- | ----- | ---------------- |
| 21 | Italia (bandiera) | A     | Mario Lemme      |
| 11 | Italia (bandiera) | A     | Fabio Lucidi     |
| 23 | Italia (bandiera) | C     | Roberto Magnani  |
| 7  | Italia (bandiera) | C     | Giacomo Modica   |
| 12 | Italia (bandiera) | P     | Paolo Orlandoni  |
| 5  | Italia (bandiera) | D     | Diego Pellegrini |
| 14 | Italia (bandiera) | D     | Stefano Ricci    |
| 8  | Italia (bandiera) | C     | Marco Sesia      |
| 6  | Italia (bandiera) | C     | Davide Tentoni   |
| 19 | Italia (bandiera) | D     | Francesco Tomei  |
| 1  | Italia (bandiera) | P     | Graziano Vinti   |

## Risultati

### Campionato

#### Girone di andata
| Arbitro: | Franceschini (Bari) |

|                                     |           |                    |
| V. Esposito 39’ (aut.) Veronese 42’ | Marcatori | 37’, 70’ Artistico |

| Arbitro: | Dagnello (Trieste) |

|  |           |                     |
|  | Marcatori | 3’ Suppa 37’ Grabbi |

| Arbitro: | Ercolino (Cassino) |

|                         |           |  |
| P. Bresciani 51’ (rig.) | Marcatori |  |

| Arbitro: | L. Branzoni (Pavia) |

|                                            |           |                                  |
| D. Tentoni 19’ Artistico 31’ Iacobelli 73’ | Marcatori | 58’ Piangerelli 60’ (aut.) Sesia |

| Arbitro: | Bonfrisco (Monza) |

|              |           |                    |
| Masolini 20’ | Marcatori | 52’, 61’ Artistico |

| Arbitro: | Messina (Bergamo) |

|               |           |                          |
| Artistico 67’ | Marcatori | 74’ Cammarata 87’ Baroni |

| Arbitro: | Racalbuto (Gallarate) |

|                          |           |  |
| Tatti 41’ Signorelli 77’ | Marcatori |  |

| Arbitro: | Ercolino (Cassino) |

|                                                         |           |  |
| Lucidi 26’ Artistico 54’ Cavaliere 80’ Lemme 90’ (rig.) | Marcatori |  |

| Arbitro: | Gronda (Genova) |

|            |           |  |
| Tudisco 3’ | Marcatori |  |

| Arbitro: | Rosica (Roma) |

|                           |           |           |
| V. Esposito 68’ Sesia 80’ | Marcatori | 28’ Luiso |

| Arbitro: | Beschin (Legnago) |

|  |           |                                    |
|  | Marcatori | 5’ (rig.), 81’ Artistico 7’ Modica |

| Arbitro: | Cardona (Milano) |

|                           |           |          |
| Artistico 45’ (rig.), 48’ | Marcatori | 6’ Volpi |

| Arbitro: | Lana (Torino) |

|                  |           |                    |
| Vinti 79’ (aut.) | Marcatori | 35’ Di. Pellegrini |

| Arbitro: | Pellegrino (Barcellona Pozzo di Gotto) |

|           |           |                        |
| Tomei 11’ | Marcatori | 39’ Fiorin 70’ Scienza |

| Arbitro: | Dagnello (Trieste) |

|              |           |  |
| Zattarin 58’ | Marcatori |  |

| Arbitro: | De Prisco (Nocera Inferiore) |

|                          |           |               |
| Montella 60’ (rig.), 79’ | Marcatori | 85’ Artistico |

| Arbitro: | Borrielllo (Mantova) |

|               |           |  |
| Artistico 41’ | Marcatori |  |

| Arbitro: | Serena (Bassano del Grappa) |

|           |           |  |
| Nardi 56’ | Marcatori |  |

| Arbitro: | Collina (Viareggio) |

|                 |           |  |
| V. Esposito 75’ | Marcatori |  |

#### Girone di ritorno
| Arbitro: | Farina (Novi Ligure) |

|                                         |           |                          |
| Cavaliere 38’ Lucidi 45’, 62’ Lemme 73’ | Marcatori | 12’ Aglietti 55’ Carrara |

| Arbitro: | Rosica (Roma) |

|                                     |           |            |
| Manzo 38’ Fialdini 76’ Pistella 87’ | Marcatori | 45’ Lucidi |

| Arbitro: | Braschi (Prato) |

|                                |           |  |
| Artistico 21’, 52’ (rig.), 63’ | Marcatori |  |

| Arbitro: | Cardona (Milano) |

|                            |           |                      |
| Dolcetti 58’ Teodorani 79’ | Marcatori | 77’ (rig.) Artistico |

| Arbitro: | Bonfrisco (Monza) |

|            |           |                     |
| Lucidi 33’ | Marcatori | 59’ (rig.) Masolini |

| Arbitro: | Trentalange (Torino) |

|                                     |           |  |
| Tommasi 40’ De Vitis 61’ Baroni 89’ | Marcatori |  |

| Arbitro: | Gronda (Genova) |

|               |           |                                        |
| Artistico 38’ | Marcatori | 24’ Tatti 41’ Signorelli 90’ Lucarelli |

| Arbitro: | Rodomonti (Teramo) |

|           |           |            |
| Suppa 48’ | Marcatori | 68’ Lucidi |

| Arbitro: | Franceschini (Bari) |

|  |           |              |
|  | Marcatori | 81’ A. Pirri |

| Avellino 6 aprile 1996 29ª giornata | Avellino           | 0 – 0 | Ancona | Stadio Partenio\| Arbitro: \| De Santis (Tivoli) \| |
| Arbitro:                            | De Santis (Tivoli) |       |        |                                                     |

| Arbitro: | Nicchi (Arezzo) |

|            |           |                  |
| Modica 27’ | Marcatori | 65’ A. Carnevale |

| Arbitro: | Rossi (Ciampino) |

|                                                   |           |  |
| Neri 45’ Lunini 63’ A. Filippini 74’ Bernardi 86’ | Marcatori |  |

| Arbitro: | Cesari (Genova) |

|                     |           |             |
| Die. Pellegrini 90’ | Marcatori | 82’ Bergamo |

| Venezia 5 maggio 1996 33ª giornata | Venezia             | 0 – 0 | Ancona | Stadio Pierluigi Penzo\| Arbitro: \| Ceccarini (Livorno) \| |
| Arbitro:                           | Ceccarini (Livorno) |       |        |                                                             |

| Ancona 12 maggio 1996 34ª giornata | Ancona          | 0 – 0 | Chievo | Stadio del Conero\| Arbitro: \| Boggi (Salerno) \| |
| Arbitro:                           | Boggi (Salerno) |       |        |                                                    |

| Arbitro: | Treossi (Forlì) |

|                           |           |                                            |
| Artistico 32’, 89’ (rig.) | Marcatori | 24’ Bortolazzi 60’ Galante 88’ Francesconi |

| Arbitro: | Borriello (Mantova) |

|                              |           |            |
| Pietranera 20’ Schenardi 61’ | Marcatori | 21’ Lucidi |

| Arbitro: | Serena (Bassano del Grappa) |

|           |           |  |
| Lemme 36’ | Marcatori |  |

| Arbitro: | Messina (Bergamo) |

|                        |           |  |
| Vasari 13’ Barraco 78’ | Marcatori |  |

### Coppa Italia
| Arbitro: | Farina (Novi Ligure) |

|                                                  |           |  |
| Cardone 54’ Grabbi 64’ Pistella 81’ Rastelli 83’ | Marcatori |  |